# Marcelo Miranda
Marcelo Alejandro Miranda Díaz (* 29. Januar 1967 in Santiago de Chile) ist ein ehemaliger chilenischer Fußballspieler und -trainer. Der Abwehrspieler gewann mit dem CD Cobreloa einmal die Meisterschaft und absolvierte 15 Länderspiele für Chile.

## Karriere

### Verein
Marcelo Miranda spielte in der Jugend von Universidad de Chile, absolvierte aber kein Spiel für die Profimannschaft. 1988 wechselte Miranda zum CD Malleco Unido in die zweite Liga. 1989 debütierte Miranda bei Deportes Concepción in der Primera División. Mit dem Klub qualifizierte er sich für die Copa Libertadores 1991 und erreichte das Achtelfinale des Wettbewerbs. 1992 ging Miranda zum CD Cobreloa und gewann in seinem ersten Jahr bei dem Klub aus dem Norden die chilenische Meisterschaft. Er nahm zwei weitere Mal an der Copa Libertadores teil und spielte bis 2000 bei Cobreloa, für das der Defensivspieler 271 Ligaspiele absolvierte.
2001 spielte Miranda für den CSD Colo-Colo seine letzte Saison der aktiven Laufbahn. Er erzielte im Superclásico gegen seinen Jugendklub Universidad de Chile den 1:1-Ausgleichstreffer und bekam so die Sympathien der Fans.

### Nationalmannschaft
Marcelo Miranda debütierte in der chilenischen Nationalmannschaft im Mai 1991 beim Freundschaftsspiel gegen Irland, als er in der 16. Spielminute für Fabián Guevara eingewechselt wurde. Neben weiteren Freundschaftsspielen kam der Verteidiger auch in sechs Partien in der Qualifikation zur Weltmeisterschaft 1998 zum Einsatz. Das einzige große Turnier für Miranda war die Copa América 1997, bei der er bei der 0:2-Niederlage gegen Argentinien für Miguel Ponce eingewechselt wurde. Diese Einwechslung war zugleich das letzte Spiel für Miranda im Nationaltrikot. Insgesamt absolvierte Miranda 15 Länderspiele.

### Trainer
2006 begann Mirandas Trainerkarriere beim Klub aus der Tercera División Hossanna. Der frühere Abwehrspieler trainierte die weiteren Klubs aus der Tercera CD Malleco Unido, Naval und Unión Temuco. 2012 übernahm er den Primera-B-Klub Lota Schwager, der allerdings nach fünf Spieltagen noch ohne Punkt war. Dort wurde er aus unklaren Gründen vom Präsidenten Jaime Valdés wieder entlassen. 2013 saß Miranda noch zum Ende der Saison auf der Bank von Deportes Naval, das mittlerweile in der Primera B spielte.
Ab Juni 2013 trainierte Miranda Deportes Copiapó, wurde aber im November wieder entlassen. Im September 2014 kehrte er zu Lota Schwager zurück, um den Verein vor dem Abstieg in die Tercera División zu retten. Im Februar wurde Miranda aber schon wieder wegen schlechter Resultate entlassen.
Ab 2018 arbeitete Miranda als Jugendtrainer bei Deportes Melipilla. 2022 wurde er technischer Leiter der Jugendmannschaften des CD Cobreloa.

## Erfolge
Cobreloa
- Chilenischer Meister: 1992